# 擂台 (1972年電影)
《擂台》，是1972年在台湾上映，由宋廷美和孫聖源执导，张清清等人出演，该电影主要讲述的是一群占领中国的日本人为了出掉功夫家，于是决定举办擂台来让功夫家自相残杀的故事。

## 電影內容
二战期间的一个城镇里，日本人害怕功夫家联合起来反抗他们的统治，于是便决定举办擂台比赛来让功夫家自相残杀。不过最后，他们的计划还是被人破坏了……

## 演员
- 田鵬
- 張清清
- 易原
- 鄭富雄
- 蔡弘

## 外部連結
- 豆瓣电影上《擂台》的資料 （简体中文）
- 香港影庫上《擂台》的資料（繁體中文）
- 互联网电影数据库（IMDb）上《擂台》的资料（英文）